# Baterie reîncărcabilă

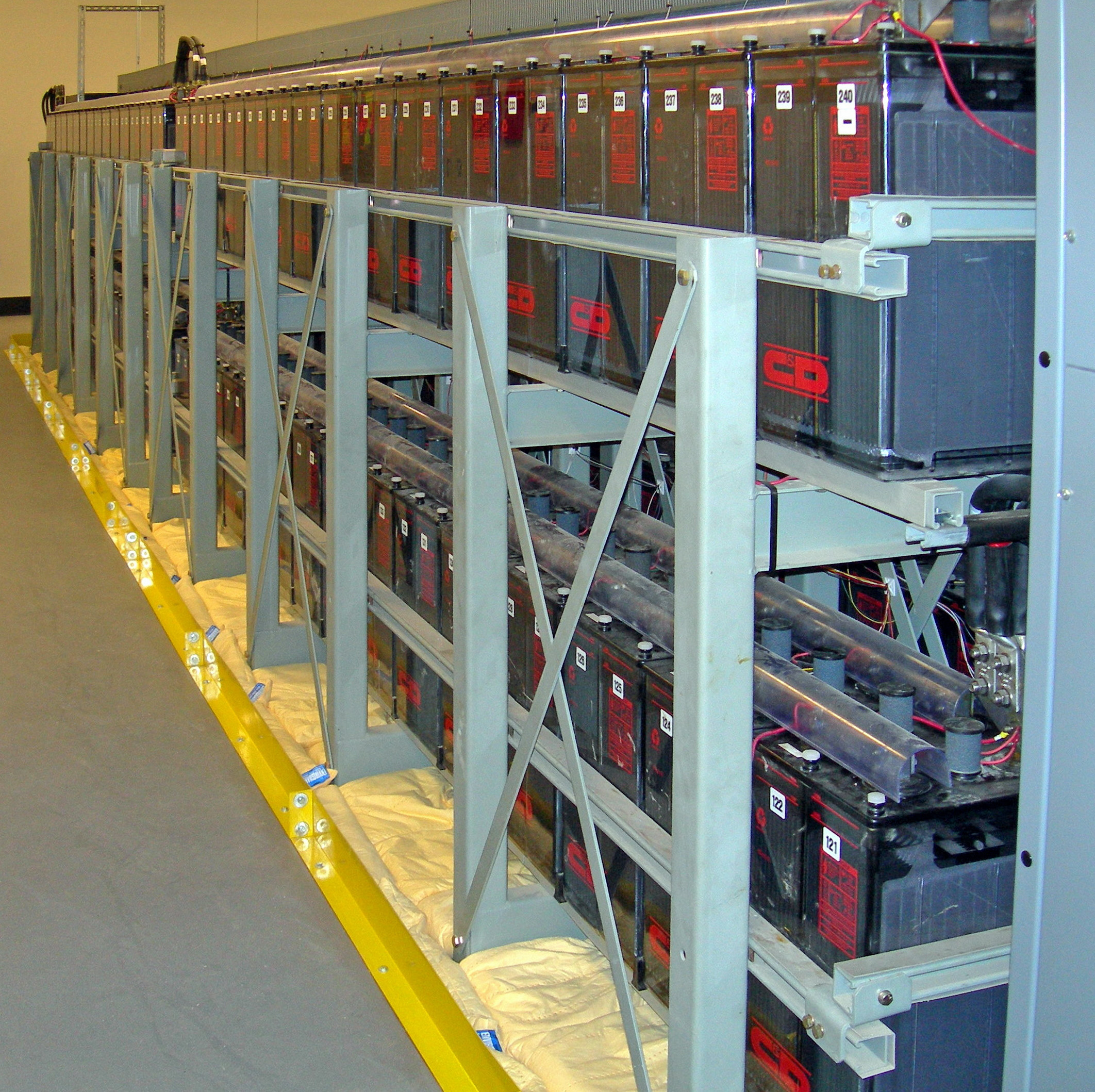
A battery bank used for an uninterruptible power supply in a data center

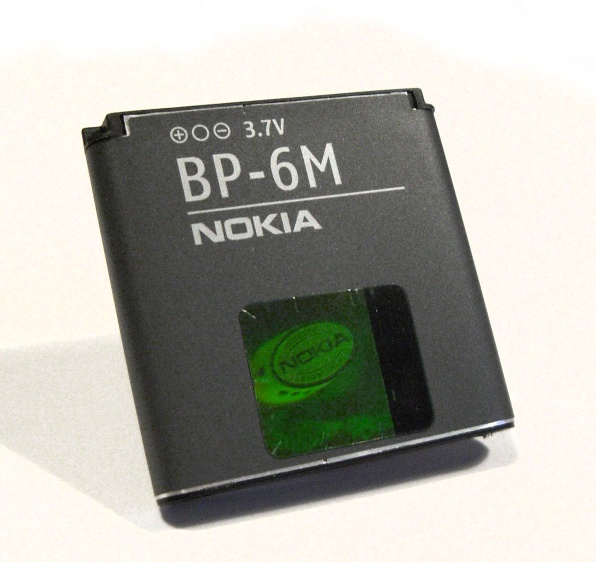
A rechargeable lithium polymer mobile phone battery

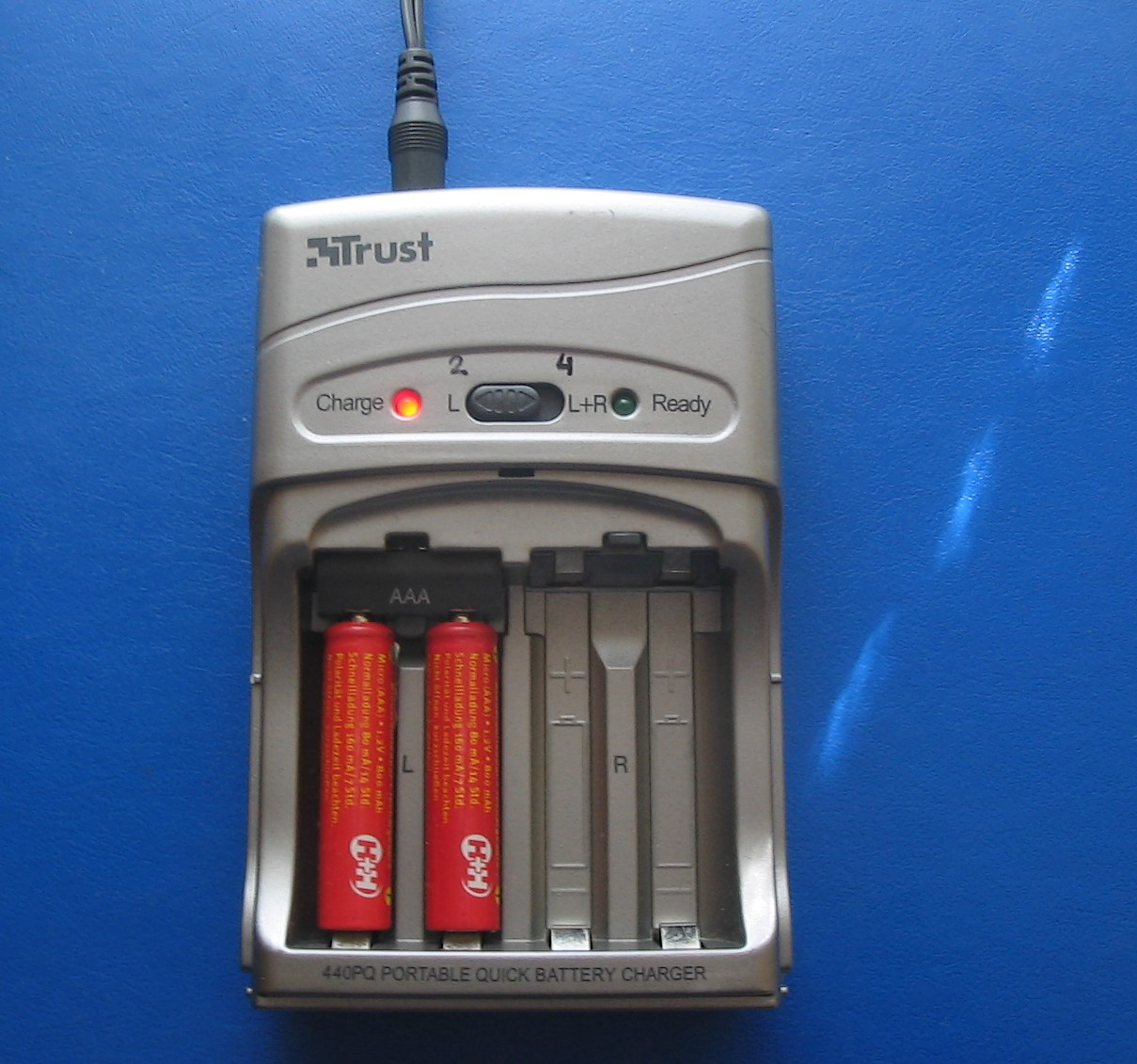
A common consumer battery charger for rechargeable AA and AAA batteries

O baterie reîncărcabilă numită și acumulator, baterie secundară  este un tip de baterie electrică, care poate fi încărcată, descărcată pe o sarcină consumatoare de energie și reîncărcată apoi succesiv de multe ori, ea lucrând astfel ca o baterie primară non-reîncărcabilă care poate redeveni din nou complet încărcată  odată ce este descărcată. Ea este compusă din una sau mai multe celule electrochimice  (element electrochimic). Termenul de "acumulator" este utilizat ca atare în sensul că ea  acumulează  și stochează   energie prin o   reacție electrochimică reversibilă. Bateriile reîncărcabile sunt produse în forme și mărimi diferite, variind de la cele mici, simple până la    baterii reîncărcabile  pentru sistemele de stabilizare cu puteri de ordinul megawaților, conectate la  rețele de distribuție a energiei electrice. Sunt utilizate mai multe diferite  combinații de materiale de electrozi și electroliți,  incluzând plumb-acid, nichel-cadmiu (NiCd), nichel-hidrură metalică (NiMH), ioni de litiu (Li-ion), și  polimer-ion de litiu (Li-ion polimer).
La fiecare tip de baterie/acumulator electrică este indicată tensiunea nominală a elementului de acumulator (celulă), care se stabilește ca o funcție de materialele folosite în construcție.  Deoarece această valoare (exprimată în volți/V) este în majoritatea cazurilor relativ mică, se utilizează frecvent înserierea de mai multe elemente pentru a realiza acumulatori cu tensiune nominală mai mare.